# Jakym Bazyłewycz
Jakym Wołodymyrowycz Bazyłewycz (ukr. Яким Володимирович Базилевич, ros. Аким Владимирович Базилевич, Akim Władimirowicz Bazilewicz ur. 9 września?/22 września 1904 w guberni jekaterynosławskiej, zm. 1 stycznia 1942) – funkcjonariusz radzieckich służb specjalnych, starszy major bezpieczeństwa państwowego.

## Życiorys
Urodzony w rodzinie ukraińskiego robotnika rolnego, początkowo pracował jako pastuch, od marca 1922 żołnierz Armii Czerwonej, na kursach piechoty w Charkowie, od sierpnia 1925 do października 1926 dowódca plutonu 30 Pułku Artylerii 36 Dywizji Strzeleckiej Ukraińskiego Okręgu Wojskowego w Dniepropietrowsku, od 1 lutego 1926 członek WKP(b). Od października 1926 do lipca 1927 na kursach kadry dowódczej Moskiewskiego Okręgu Wojskowego, od lipca 1927 do grudnia 1930 pomocnik dowódcy baterii 30 Pułku Piechoty 36 Dywizji Piechoty Ukraińskiego Okręgu Wojskowego w Dniepropetrowsku, od grudnia 1930 do lutego 1932 pomocnik szefa Sekcji Wywiadowczej 30 Pułku Artylerii Ukraińskiego Okręgu Wojskowego, od lutego 1932 do listopada 1933 pomocnik dowódcy dywizjonu 88 Pułku Piechoty 30 Dywizji Piechoty Ukraińskiego Okręgu Wojskowego w Pawłohradzie. Od listopada 1933 do lutego 1939 studiował w Akademii Artylerii im. Dzierżyńskiego Leningradzkiego Okręgu Wojskowego, 24 stycznia 1936 otrzymał stopień starszego porucznika, 28 stycznia 1937 kapitana, 27 maja 1938 majora, a 28 marca 1939 pułkownika Armii Czerwonej. Od 4 lutego 1939 major bezpieczeństwa państwowego i szef Wydziału Specjalnego NKWD Moskiewskiego Okręgu Wojskowego, od 25 stycznia do 3 kwietnia 1940 szef Wydziału Specjalnego NKWD 7 Armii Leningradzkiego Okręgu Wojskowego, od 3 kwietnia 1940 do lutego 1941 ponownie szef Wydziału Specjalnego NKWD Moskiewskiego Okręgu Wojskowego, od lutego do 17 lipca 1941 szef Wydziału 3 Moskiewskiego Okręgu Wojskowego. Od 19 lipca 1941 starszy major bezpieczeństwa państwowego i zastępca szefa Wydziału Specjalnego NKWD Frontu Południowego, od 24 grudnia 1941 do 1 stycznia 1942 szef Wydziału Specjalnego NKWD Frontu Briańskiego. Zginął w wypadku lotniczym. Był odznaczony Orderem Czerwonego Sztandaru (21 marca 1940).